# آمال شريف
آمال شريف (24 مارس 1945 - 2 أغسطس 2013) ممثلة مصرية.

## حياتها ونشأتها
ولدت في 24 مارس 1945، وبدأت رحلة سامية أمين في عالم الأضواء عام 1967 قدمت خلالها ما يزيد عن 100 عمل فني متنوع، قدمت العديد من الشخصيات لكنها أبدعت بصفة خاصة في شخصيات المرأة الريفية والصعيدية، تزوجت من الفنان مصطفى الدمرداش، شقيق الفنان المخرج الكبير نور الدمرداش، ونجلها الفنان أحمد الدمرداش.
و اشتهرت باداء الأدوار الصعبة في المسلسلات التلفزيونية مثل دورها في "حضرة المتهم أبي" و"لحظات حرجة "وقدمت سامية أمين أدوار صعبة كدور الصعيدية أو الفلاحة في عدد من الأعمال من ضمنها مسلسل "الضوء الشارد" و برغم صغر الدور إلا أنها أتقنته كأنها من أصل صعيدي وأثبتت نفسها،  المصراوية، العار، زيزينيا، كما برعت في التمثيل باللغة العربية الفصحى من خلال مشاركتها في اكثر من عمل تاريخي وديني " عمر بن عبدالعزيز، لا إله إلا الله،" كما برعت ايضا في مسلسلات " ضمير أبلة حكمت، حق مشروع، ولاد الأكابر.

## أعمالها

### المسلسلات
- 2001: حديث الصباح والمساء.
- لحظات حرجة
- 2009: حكايات رمضان أبو صيام.
- تامر وشوقية 2: 2007
- والحب أقوى: 2006
- صنايع صنايع: 2002
- القضاء في الإسلام 7: 1997
- عوضين وإمبراطورية عين: 1997
- دوائر الوهم والحب: 1996
- زقاق السنجقدار: 1996
- عريس من باريس: 1996
- الزواج على طريقتي: 1995
- درس العمر: 1993
- يوميات فكري أباظة (حواديت فكري أباظة): 1993
- الوقف: 1992
- خشوع: 1992
- وداعا يا ربيع العمر: 1991
- دنيا: 1989
- قصر الشوق: 1988
- الساقية تدور: 1987
- بين القصرين: 1987
- ألوان: 1985
- حلم الليل والنهار: 1985
- شجرة الحرمان: 1982
- شعراء المعلقات: 1982
- الشبيهان: 1980

### الأفلام
- آخر شقاوة
- الشيطان الصغير: 1963
- طير في السما: 1988
- السطوح: 1984
- النصابين: 1984
- درب اللبانة: 1984
- وصية زوجتي: 1984
- بياضة: 1981
- شهادة مجنون: 1978
- السلم الخلفي: 1973
- ليل وقضبان: 1973
- بنت بديعة: 1972
- 5 شارع الحبايب: 1971
- نورا: 1967
- صغيرة على الحب: 1966
- آخر شقاوة: 1964

### مسرحيات
- عائلة سعيدة جدًا: 1985
- العالمة باشا: 1991
- بيت في الهوا: 1988
- الزيارة انتهت: 1983
- حرم حضرة المحترم: 1982
- زيارة بلا موعد: 1982
- سنة مع الشغل اللذيذ: 1970
- الدلوعة: 1969
- عريس في اجازة: 1966
- سلفني حماتك: 1965
- مع ايقاف التنفيذ: 1964
- الشايب لما يدلع: 1962

### المسلسلات الإذاعية
- أنا وحماتي والأسد
- وراء الحاجز
- حكاية بنات
- شاليه على البحيرة
- هارب على سفر: 2010
- كله إلا كده: 1992
- يوم مالوش آخر: 1990
- الإمبراطور أبو الدهب: 1989
- لم نعد جواري لكم: 1979
- أحلام بالتقسيط المريح
- الفرسان الأربعة
- اللعبة
- إوعى لعقلك
- ثقوب في الثوب الأسود
- حاجة تفلق
- حكم الزمن
- دموع صاحبة الجلالة
- زهور لا تذبل
- سبعة وجوه للحب

### سهرة تلفزيونية
- شرف المهنة: 1965
- اسم الشهرة: 1996
- الدائرة المغلقة
- الرحمة المهداة
- الظالم والمظلوم

## وفاتها
أختفت أمال في السنوات الأخيرة قبل وفاتها بعد تعرضها لأزمات صحية، كان آخر عمل شاركت بيه كضيفة شرف مسلسل (لحظات حَرَجة) سنه 2012، توفت في 2 اغسطس سنة 2013 بعد مُعاناة مع المرض.

## وصلات خارجية
- آمال شريف على موقع IMDb (الإنجليزية)
- آمال شريف على موقع الدهليز
- آمال شريف على موقع قاعدة بيانات الأفلام العربية
- آمال شريف على موقع قاعدة بيانات الفيلم (الإنجليزية)